# Toro y pampa
Toro y pampa es el séptimo álbum de estudio de la banda argentina de heavy metal Almafuerte, publicado en 2006 por el sello discográfico Dejesu Records. 

## Detalles
Su nombre se debe a las connotaciones campestres y nacionalistas que han regido la carrera del líder del grupo, Ricardo Iorio desde los años 90s.
El disco fue lanzado con diversos tracklists.
La versión standard original consta de 11 temas, mientras que la versión con bonus tracks de 2014 contiene 14, incluyendo una versión acústica de "Sé vos", la canción más exitosa de Almafuerte. Existen versiones con 13 temas.
En 2021, al cumplirse 15 años de la edición del disco, el sello Pinhead reeditó el álbum en versión remasterizada, en CD y en LP de vinilo.

## Lista de canciones
| Toro y Pampa |                                                                       |                               |                   |          |  |
| N.º          | Título                                                                | Letras                        | Música            | Duración |  |
| 1.           | «Debes Saberlo»                                                       | Ricardo Iorio                 | Claudio Marciello | 3:25     |  |
| 2.           | «Pensando En llegar»                                                  | Ricardo Iorio                 | Claudio Marciello | 3:26     |  |
| 3.           | «De La Escuelita»                                                     | Ricardo Iorio                 | Claudio Marciello | 3:29     |  |
| 4.           | «Unas Estrofas Más»                                                   | Ricardo Iorio                 | Claudio Marciello | 4:06     |  |
| 5.           | «La Máquina De Picar Carne»                                           | Ricardo Iorio                 | Claudio Marciello | 3:22     |  |
| 6.           | «Dónde Está Mi Corazón»                                               | Ricardo Iorio                 | Claudio Marciello | 3:10     |  |
| 7.           | «En El Siglo Del Gran Reviente»                                       | Ricardo Iorio                 | Claudio Marciello | 2:59     |  |
| 8.           | «Vencer El Tiempo»                                                    | Ricardo Iorio                 | Claudio Marciello | 3:58     |  |
| 9.           | «Toro y Pampa»                                                        | Ricardo Iorio                 | Ricardo Iorio     | 3:31     |  |
| 10.          | «Cosas Que Pueden Pasar» (Incluye cita a «Fogonera» de José Larralde) | Ricardo Iorio · José Larralde | Claudio Marciello | 3:13     |  |
| 11.          | «Sopla El Pampero»                                                    | Instrumental                  | Claudio Marciello | 1:19     |  |

| Bonus Tracks (2014) |                             |               |                   |          |  |
| N.º                 | Título                      | Letras        | Música            | Duración |  |
| 12.                 | «Sé Vos» (Versión Acústica) | Ricardo Iorio | Claudio Marciello | 3:38     |  |
| 13.                 | «Por Ser Yo» (En vivo)      | Ricardo Iorio | Claudio Marciello | 3:47     |  |
| 14.                 | «Toro y Pampa» (En Vivo)    | Ricardo Iorio | Ricardo Iorio     | 4:08     |  |

## Créditos
Almafuerte
- Ricardo Iorio - Voz
- Claudio Marciello - Guitarra
- Beto Ceriotti - Bajo
- Bin Valencia - Batería

Producción
- Álvaro Villagra - ingeniero de sonido, grabación, mezcla y masterización
- Martín D'Amico - asistente de grabación
- Alejandro Russo - asistente de grabación
- Marcelo Tommy Moya - coordinador